# هاوکر سیدلی پی.۱۱۲۷
هاوکر سیدلی پی. ۱۱۲۷ (به انگلیسی: Hawker Siddeley P.1127) یک هواپیمای ساختِ کارخانهٔ هاوکر ایرکرفت در کشور بریتانیا است. نخستین استفاده‌کنندهٔ این هواپیما نیروی هوایی سلطنتی بریتانیا بوده‌است. این هواپیما برای نخستین بار در ۱۹ نوامبر ۱۹۶۰ میلادی مورد استفاده قرار گرفت.